# Allan Sandage
Allan Rex Sandage (n. 18 iunie 1926 - d. 13 noiembrie 2010) a fost un astronom american.
A determinat cu o precizie destul de bună constanta lui Hubble și implicit vârsta Universului.
De asemenea, i se atribuie descoperirea primului quasar.
În aprilie 1973 a descoperit asteroidul (96155) 1973 HA.

## Medalii și premii
- 1957: Helen B. Warner Prize for Astronomy
- 1963: Eddington Medal
- 1967: Medalia de Aur a Royal Astronomical Society
- 1970: National Medal of Science
- 1972: Henry Norris Russell Lectureship
- 1973: Elliott Cresson Medal
- 1975: Bruce Medal
- 1991: Crafoord Prize
- 2000: Premiul Gruber în Cosmologie.

A fost admis membru al Royal Society.
1. 1 2  Allan Rex Sandage, Gran Enciclopèdia Catalana
2. 1 2  Allan Sandage, Autoritatea BnF
3. 1 2  Allan Sandage, Internet Speculative Fiction Database, accesat în 9 octombrie 2017
4. 1 2  Allan Sandage, SNAC, accesat în 9 octombrie 2017
5. ↑   http://carnegiescience.edu/news/carnegie_cosmologist_allan_sandage_dies Lipsește sau este vid: |title= (ajutor)
6. ↑  Czech National Authority Database, accesat în 1 martie 2022
7. ↑   https://www.fi.edu/en/laureates/allan-r-sandage Lipsește sau este vid: |title= (ajutor)
8. ↑   https://gruber.yale.edu/cosmology-laureates Lipsește sau este vid: |title= (ajutor)
9. ↑   https://aas.org/grants-and-prizes/helen-b-warner-prize-astronomy Lipsește sau este vid: |title= (ajutor)
10. ↑   https://phys-astro.sonoma.edu/node/1465 Lipsește sau este vid: |title= (ajutor)
11. ↑   https://www.crafoordprize.se/news/the-crafoord-prize-1991-for-fundamental-contributions-to-extragalactic-astronomy-including-observational-cosmology/ Lipsește sau este vid: |title= (ajutor)
12. ↑  List of Royal Society Fellows 1660-2007 (PDF), p. 314